# Photo Mystère
Photo Mystère est un jeu de société de Wolfgang Kramer, sorti en 1994, pour 3 à 6 joueurs dès 8 ans. Il est édité par Ravensburger.
Le but du jeu est de deviner une photo dévoilée petit à petit.
Photo Mystère a d'abord été édité en Allemagne sous le titre Klappe auf!, puis dans les pays francophones, aux Pays-Bas (sous le titre Fotofun) et au Portugal (sous le titre Photo Clip).

## Principe général
Chaque joueur essaie de reconnaître en premier ce qui figure sur une photo cachée par huit rabats.
Chaque fois qu'un rabat est soulevé, découvrant une nouvelle partie de l'image, les joueurs peuvent faire une proposition. Chacun dispose de trois "cartes de devinette" pour cela. Après trois essais infructueux, ils ne peuvent plus participer au tour en cours et doivent laisser deviner les joueurs à qui il reste des cartes.
Un tour se termine dès qu'un joueur a deviné correctement l'image, ou quand tous les joueurs ont utilisé leurs cartes de devinette. Les huit rabats sont refermés et une nouvelle photo est placée dans le dispositif de jeu.
Plus tôt un joueur devine correctement l'image, plus il reçoit de points. Ces points sont utilisés pour déplacer le pion du joueur le long d'une piste de score. Le premier à atteindre l'extrémité de la piste remporte la partie.